# Nem bì

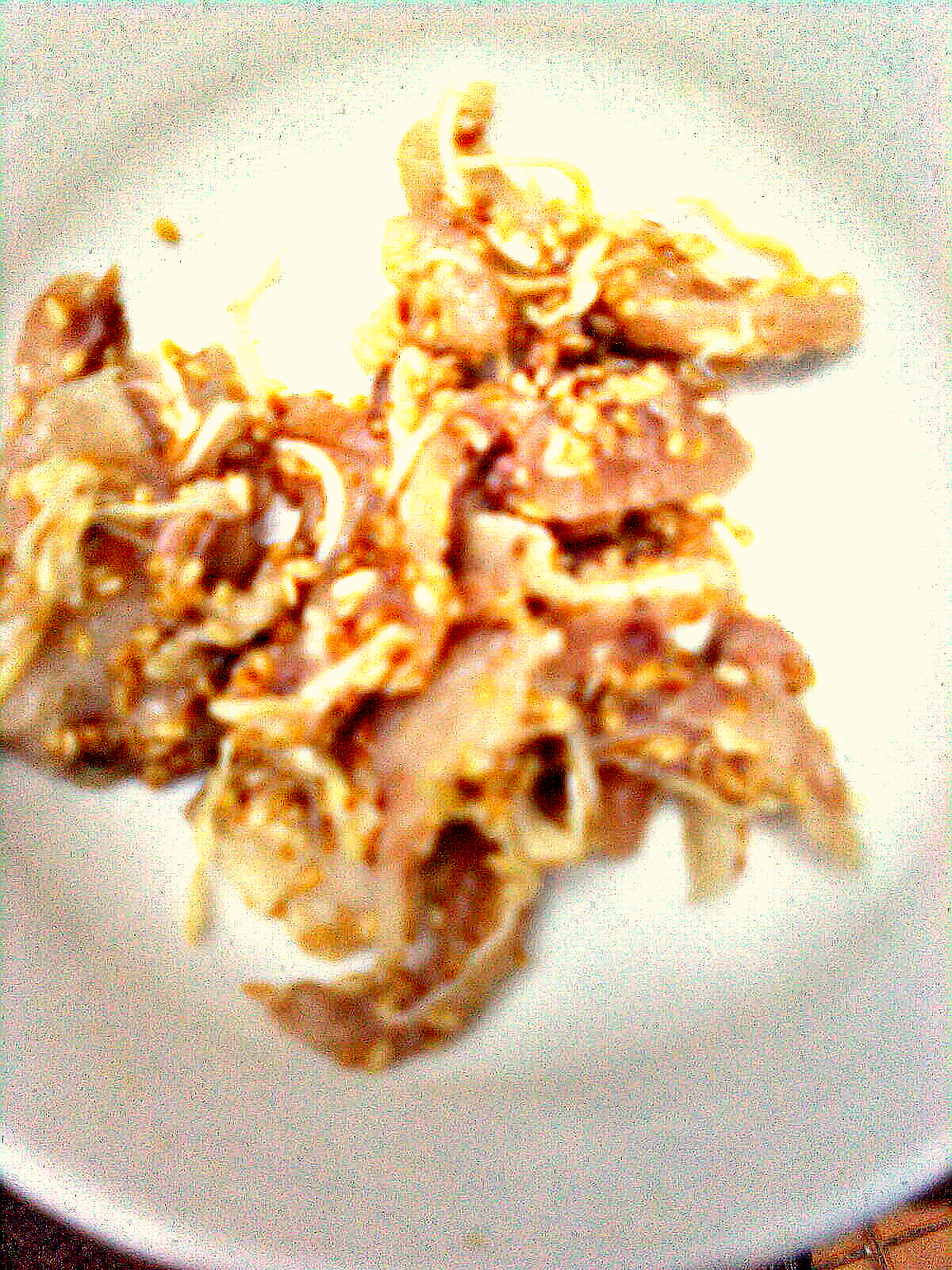
Nem bì (Tré)

Nem bì hay còn gọi là tré là một món ăn dân dã có xuất xứ từ Huế.
Món nem bì có đặc điểm là rất dễ làm, không mất thời gian và có vị chua ngọt và không ngán như nem nướng và nem rán (chả giò).
Món này gần giống nem chạo và nem tai.

## Nguyên liệu
Nguyên liệu có thể thay đổi tùy vào bí quyết riêng của người nấu:
- Tai heo: 1 kg
- Thịt đầu heo, thịt đùi heo: 1 kg
- 100gr riềng
- 100gr tỏi
- 100gr thính (gạo rang xay mịn)
- Lá ổi, lá chuối hoặc rơm
- Mè: 100g
- Gia vị: nước mắm, đường, bột nêm, tiêu
- Bánh tráng (bánh đa)
- Xà lách, dưa leo, rau thơm

## Cách làm
- Thịt đầu heo, thịt đùi heo luộc lên, xắt miếng vừa ăn
- Tai heo,thịt đầu heo, thịt đùi heo, riềng, tỏi thái mỏng, trộn đều với nhau. Thêm gia vị vừa ăn.
- Bỏ thính vào trộn đều với nhau.
- Lau lá ổi sạch, lót lá ổi trong lá chuối hoặc rơm rồi cho thịt vào gói lại cho thật chặt. Phủ lá chuối hoặc rơm bên ngoài rồi cột lại thành bó.
- (Mỗi bó 0,2 kg. Để nơi thoáng mát, trong 3 ngày, 2 đêm.

## Thành phẩm
- Khi ăn, lột tré ra, lấy đũa đánh tơi các miếng thịt.
- Nem bì ăn kèm bánh tráng cuốn rau sống chấm nước mắm chua ngọt.
- Khi ăn, Nem bì phải có vị chua chua, ngọt ngọt (giống như nem)